# Jeanne d'Arc au sacre de Charles VII
Jeanne d'Arc au sacre de Charles VII est un tableau réalisé par le peintre français Maurice Denis en 1913. D'un format presque carré, cette huile sur toile est une peinture d'histoire qui représente Jeanne d'Arc assistant en armure au sacre de Charles VII en la cathédrale Notre-Dame de Reims. Commandée par Gabriel Thomas pour le musée Grévin en 1909, l'œuvre est conservée au musée des Beaux-Arts d'Orléans depuis qu'elle a été achetée en vente publique en 1973.

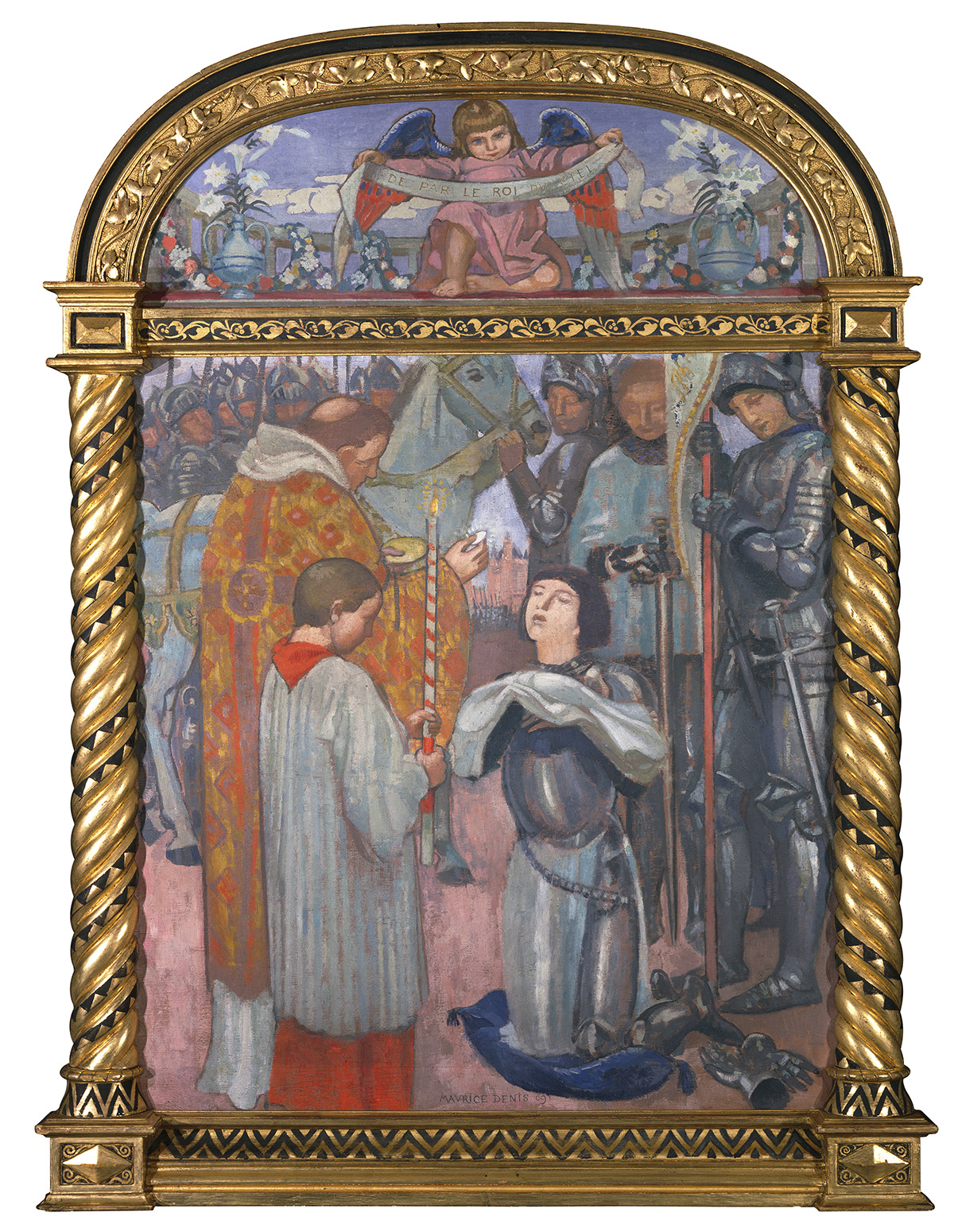
La Communion de Jeanne d'Arc, 1909 – Musée des Beaux-Arts de Lyon, Lyon.